# Beilschmiedia glandulosa
Beilschmiedia glandulosa là loài thực vật có hoa trong họ Nguyệt quế. Loài này được N.H.Xia, F.N.Wei & Y.F.Deng mô tả khoa học đầu tiên năm 2006.